# 679
Évszázadok: 6. század – 7. század – 8. század
Évtizedek: 620-as évek – 630-as évek – 640-es évek – 650-es évek – 660-as évek – 670-es évek – 680-as évek – 690-es évek – 700-as évek – 710-es évek – 720-as évek
Évek: 674 – 675 – 676 – 677 –  678 – 679 – 680 – 681 – 682 – 683 – 684

## Események

### Európa
- Wilfrid leváltott yorki püspök, miután megfordul II. Dagobert frank és Perctarit longobárd királyok udvarában, Rómába érkezik, hogy jogorvoslatot kérjen Agatho pápától. A pápa úgy dönt, hogy vissza kell őt helyezni hivatalába és megkapja a kolostorok feletti felügyeletet, de volt egyházmegyéjének négy püspökségre osztása megmarad.
- A frank Neustriában Ebroin majordomus perbe fogja és elítélteti, majd meggyilkoltatja riválisát, Leodegar püspököt (akit korábban már megvakíttatott és száműzetett).
- Vadászat közben meggyilkolják II. Dagobert királyt. Országa, Austrasia a neustriai uralkodó, III. Theuderic kezére kerül.
- A merciai Æthelred a trenti csatában döntő vereséget mér a northumbriai Ecgfrithre, aminek következtében Lindsey vazallus királysága visszakerül Mercia uralma alá. A csatában elesik Ecgfrith 18 éves öccse, Ælfwine deirai király is. Utódot nem neveznek ki, Deira közvetlenül a northumbriai korona alá kerül. Æthelred király hajlandó bánatpénzt (weregild) fizetni Ælfwine haláláért (aki a sógora; nővére, Osthryth Æthelred felesége). Northumbria dél-britanniai befolyása megszűnik.
- Meghal I. Theodórosz konstantinápolyi pátriárka. Utóda I. Geórgiosz.

## Születések
- Zacharias, római pápa

## Halálozások
- június 23. - Æthelthryth, northumbriai királyné
- október 2. - Leodegar, autuni püspök
- december 23. – II. Dagobert, frank király
- Ælfwine, deirai király
- I. Theodórosz, konstantinápolyi pátriárka

## Fordítás
- Ez a szócikk részben vagy egészben  a(z)   679 című angol Wikipédia-szócikk ezen változatának fordításán alapul.  Az eredeti cikk szerkesztőit annak laptörténete sorolja fel. Ez a jelzés csupán a megfogalmazás eredetét és a szerzői jogokat jelzi, nem szolgál a cikkben szereplő információk forrásmegjelöléseként.